# اچ‌ام‌اس بی‌وای‌ام‌اس-۲۲۰۳ (جی۱۰۰۳)
اچ‌ام‌اس بی‌وای‌ام‌اس-۲۲۰۳ (جی۱۰۰۳) (به انگلیسی: HMS BYMS-2203 (J1003)) یک کشتی بود که طول آن ۱۳۶ فوت (۴۱ متر) بود. این کشتی در سال ۱۹۴۳ ساخته شد.